# Kamskivlingar
Kamskivlingar (Amanita sect. Vaginatae) är en undergrupp inom basidiesvampssläktet Amanita, där de övriga arterna kallas flugsvampar. Kamskivlingarna är ofta mindre än övriga arter i släktet och kallas ibland ringlösa flugsvampar. Ett alternativt släktnamn är Amanitopsis.

## Biologi
Kamskivlingarnas fruktkroppar är stora till medelstora, med en ofta lång men spenslig fot. Hattens ovansida är brun-, grå eller vitaktig, och där finns ofta hyllerester.
Hattkanten är i regel tydligt strimmig och kan påminna om en kam (därav svampgruppens namn). Den strimmiga "kammen" är i själva verket svampens skivor, vilka syns genom den tunna hattkanten. Svampens skivor är vita, och den ringlösa foten har strumpa.

## Giftighet
Kamskivlingar är som råa svagt giftiga, i likhet med bland annat rodnande flugsvamp. I många svamptexter noteras de som ätliga efter förvällning, och i vissa svampböcker (gäller då grå och orange kamskivling) som goda. Även brun kamskivling har omskrivits som god.
Svampboksförfattarna är dock inte ense, och vissa ser kamskivlingar som oätliga och orsak till illamående och kräkningar. Kamskivlingar kan av ovana plockare förväxlas med exempelvis panterfläckig flugsvamp, åtminstone en sådan som i regnigt väder tappat sina hyllefläckar och ring.

## Arter (urval)
- A. beckeri
- A. pekeoides
- Bleknande kamskivling (A. lividopallescens)
- Brun kamskivling (A. fulva)
- Grå kamskivling (A. vaginata)
- Gråstrumpig kamskivling (A. submembranacea)
- Jättekamskivling (A. ceciliae)
- Orange kamskivling / Gul kamskivling (A. crocea)
- Snökamskivling (A. nivalis)
- Zonkamskivling (A. battarrae)